# Philinidae
Die Philinidae sind eine Familie kleiner bis mittelgroßer, ausschließlich mariner Schnecken in der Ordnung der Kopfschildschnecken (Cephalaspidea). Die weltweit verbreiteten räuberischen Schnecken haben eine dünne innere Schale.

## Merkmale
Die Schnecke ist durchscheinend milchig bis gelblich weiß mit undurchsichtigen weißen Punkten.
Die weißlichen, dünnwandigen Schneckenhäuser haben eine sehr weite Gehäusemündung und nur etwa 1 bis 2 Umgänge. Das Gewinde ist eingesunken oder fehlt. Die Gehäuse sind ganz vom nach oben umgebogenen und verwachsenen Mantel bedeckt.
Die durchscheinenden Schnecken haben einen länglichen Körper. Der Kopfschild trägt keine Fühler, doch können Augen vorhanden sein. Der Fuß ist hinten abgeschnitten oder abgerundet und hat auffällige, breite Parapodiallappen, die mehr oder weniger nach oben gebogen sind.
Die Radula hat keine Mittelzähne und große Seitenzähne.
Zur Familie Philinidae gehören vor allem kleine, nachtaktive Schnecken, die sich als Fleischfresser vor allem von Polychaeten und kleinen Muscheln ernähren.
Je nach Art können die Schnecken nach Schätzungen etwa 1 bis 4 Jahre alt werden. Die Schnecken sind Zwitter, die sich mit ihren Penissen gegenseitig begatten. Aus den Eiern schlüpfen Veliger-Larven, die sich von Plankton ernähren und nach mehreren Monaten zu Jungschnecken metamorphosieren.
Zu den Philinidae gehören die Seemandeln (Philine) mit der auch in der Nordsee vorkommenden Offenen Seemandel (Philine aperta).

## Systematik
Nach Bouchet und Rocroi (2005) ist die Familie Philinidae eine von sieben Familien in der Überfamilie Philinoidea. Zur Familie gehören acht Gattungen:
- Globophiline Habe, 1958
- Johania Monterosato, 1884[3]
- Laona A. Adams, 1865[4]
- Philine Ascanius, 1772 (Typusart)
- Philinorbis Habe, 1950
- Praephiline Chaban & Soldatenko, 2009
- Pseudophiline Habe, 1976
- Spiniphiline Gosliner, 1988
- Yokoyamaia Habe, 1950

Diese Gattungen sind Synonyme:
- Bullaea Lamarck, 1801 Synonym von Philine Ascanius, 1772
- Lobaria O.F. Müller, 1776 Synonym von Philine Ascanius, 1772
- Ossiania Monterosato, 1884 Synonym von Philine Ascanius, 1772
- Retusophiline Nordsieck, 1972 Synonym von Philine Ascanius, 1772